# Kanuslalom-Weltmeisterschaften 2023
Die Kanuslalom-Weltmeisterschaften 2023 fanden vom 19. bis 24. September 2023 im Lee Valley White Water Centre nördlich von London statt. Das Sportereignis wurde vom Internationalen Kanuverband (ICF) veranstaltet.
Somit fanden die Wettbewerbe nach den Weltmeisterschaften 2015 erneut auf dem Kurs der Olympischen Sommerspiele 2012 statt. Sie dienten zudem als Qualifikationswettkämpfe für die Olympischen Spiele 2024 in Paris.

## Wettkampfprogramm
Es fanden insgesamt zehn Wettbewerbe statt.

## Ergebnisse

### Männer

#### Canadier
| Wettbewerb | Gold                                                  | Silber                                               | Bronze                                                   |
| C-1        | Benjamin Savšek                                       | Nicolas Gestin                                       | Paolo Ceccon                                             |
| C-1 Team   | FrankreichNicolas Gestin Jules Bernardet Lucas Roisin | GroßbritannienAdam Burgess Ryan Westley James Kettle | ItalienRoberto Colazingari Raffaello Ivaldi Paolo Ceccon |

#### Kajak
| Wettbewerb | Gold                                             | Silber                                                | Bronze                                              |
| K-1        | Joseph Clarke                                    | Jiří Prskavec                                         | Mathis Soudi                                        |
| K-1 Team   | TschechienJiří Prskavec Vít Přindiš Jakub Krejčí | FrankreichBoris Neveu Titouan Castryck Benjamin Renia | PolenMateusz Polaczyk Michał Pasiut Dariusz Popiela |
| Extreme K1 | Joseph Clarke                                    | Boris Neveu                                           | Martin Dougoud                                      |

### Frauen

#### Canadier
| Wettbewerb | Gold                                                        | Silber                                                     | Bronze                                            |
| C-1        | Mallory Franklin                                            | Kimberley Woods                                            | Jessica Fox                                       |
| C-1 Team   | GroßbritannienMallory Franklin Kimberley Woods Ellis Miller | TschechienGabriela Satková Tereza Fišerová Tereza Kneblová | SlowenienEva Alina Hočevar Alja Kozorog Lea Novak |

#### Kajak
| Wettbewerb | Gold                                           | Silber                                               | Bronze                                                       |
| K-1        | Jessica Fox                                    | Eliška Mintálová                                     | Klaudia Zwolińska                                            |
| K-1 Team   | AustralienJessica Fox Noemie Fox Kate Eckhardt | SpanienMaialen Chourraut Laia Sorribes Olatz Arregui | GroßbritannienMallory Franklin Kimberley Woods Phoebe Spicer |
| Extreme K1 | Kimberley Woods                                | Camille Prigent                                      | Eva Terčelj                                                  |

### Medaillenspiegel
| Platz  | Land           | Gold | Silber | Bronze | Gesamt |
| ------ | -------------- | ---- | ------ | ------ | ------ |
| 1      | Großbritannien | 5    | 2      | 1      | 8      |
| 2      | Australien     | 2    | —      | 1      | 3      |
| 3      | Frankreich     | 1    | 4      | —      | 5      |
| 4      | Tschechien     | 1    | 2      | —      | 3      |
| 5      | Slowenien      | 1    | —      | 2      | 3      |
| 6      | Slowakei       | —    | 1      | —      | 1      |
| 6      | Spanien        | —    | 1      | —      | 1      |
| 8      | Italien        | —    | —      | 2      | 2      |
| 8      | Polen          | —    | —      | 2      | 2      |
| 10     | Marokko        | —    | —      | 1      | 1      |
| 10     | Schweiz        | —    | —      | 1      | 1      |
| Gesamt | Gesamt         | 10   | 10     | 10     | 30     |